# Fritz von Below
Fritz Wilhelm Theodor Karl von Below (Danzig, 23 september 1853 - Weimar 23 november 1918) was een commandant in het Duitse leger tijdens de Eerste Wereldoorlog.

## Biografie
Below leidde het Duitse 8ste leger na Paul von Hindenburg van 1914 tot 1918 en het Duitse 2de leger in het begin van de Slag aan de Somme in 1916. Hij werd onderscheiden met de Pour le Mérite medaille op 16 februari 1915.
Hij was een neef van Otto von Below, een andere Duitse commandant tijdens de oorlog.